# Силовые машины

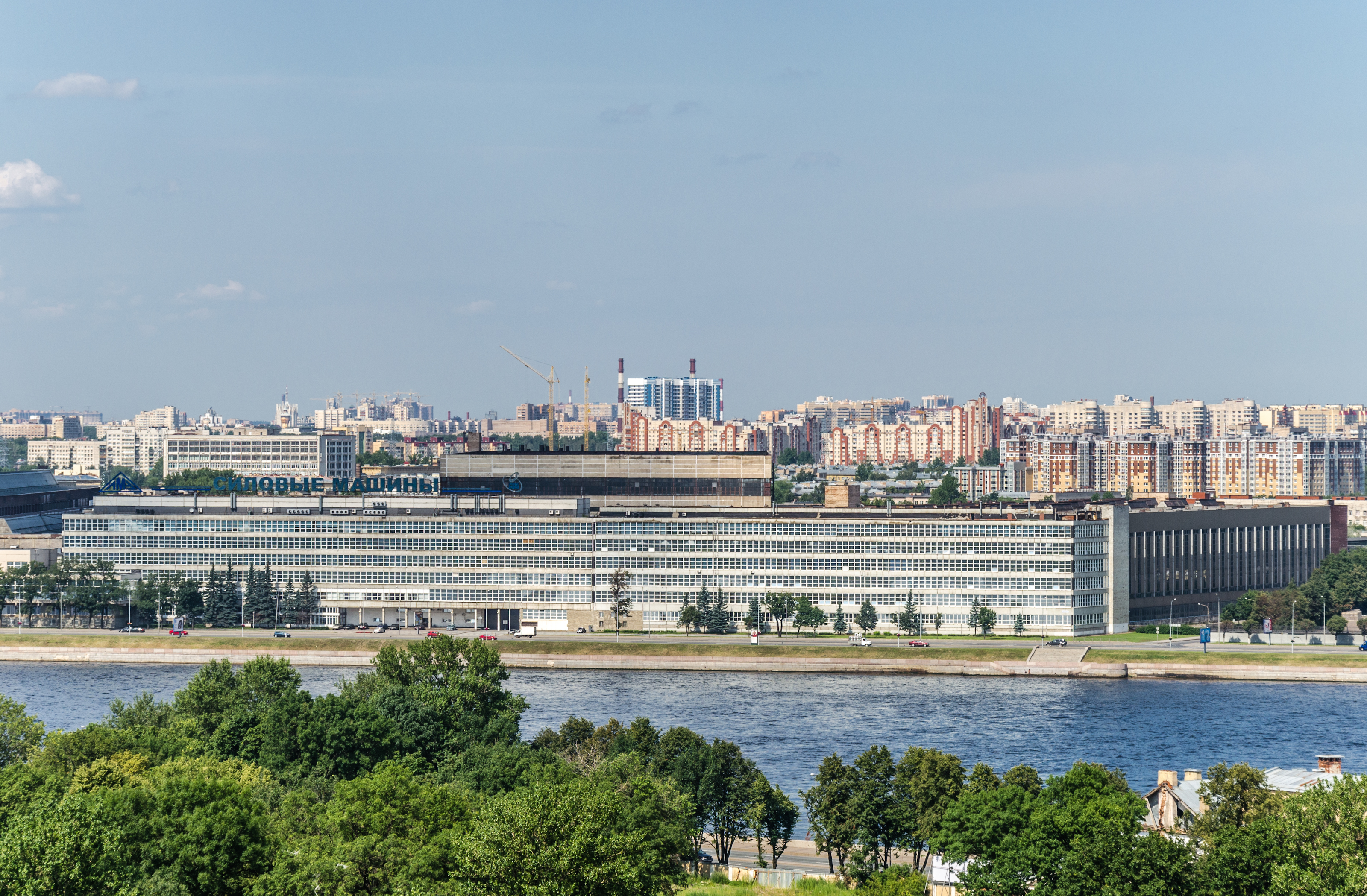
Здание предприятия на Свердловской набережной, 24

АО «Силовы́е маши́ны» — российская энергомашиностроительная компания. Полное наименование — Акционерное общество «Силовые машины — ЗТЛ, ЛМЗ, Электросила, Энергомашэкспорт».
Штаб-квартира — в Санкт-Петербурге.
Из-за использования произведенного совместным предприятием «Силовых машин» и Siemens оборудования при строительстве электростанций в Крыму компания находится под санкциями всех стран Евросоюза, США, Украины и Канады.
Член ассоциации «Союз промышленников и предпринимателей Санкт-Петербурга».

## История
Компания основана в 2000 году.
До сентября 2007 года крупным пакетом акций компании (30,4 %) владел холдинг «Интеррос». На май 2009 года владельцами «Силовых машин» были компании Highstat Limited (бенефициаром которой является Алексей Мордашов) — 65 % и Siemens — 25 %. 1 декабря 2011 г. подконтрольная Алексею Мордашову компания «Highstat Limited» приобрела у компании «Siemens» блокирующий пакет (25 %+1 акция) ПАО «Силовые машины», увеличив свою долю в уставном капитале Общества до 95,57 %.
С 2013 года издаётся корпоративный журнал «Мегаватт».
19 июля 2017 года Совет директоров ПАО «Силовые машины» принял решение о назначении на пост генерального директора Юрия Петрени, ранее занимавшего пост заместителя генерального директора — технического директора, и решение о досрочном прекращении полномочий предыдущего генерального директора Романа Филиппова; это произошло после скандала с Siemens.
20 сентября 2018 года Юрий Петреня был освобожден от должности Советом директоров ПАО «Силовые машины». Новым генеральным директором был назначен Тимур Липатов, бывший генеральный директор «Интер РАО — Электрогенерация», покинувший компанию в июле, на волне увольнений после скандала в шпионаже Карины Цуркан.
В 2021 году генеральным директором АО «Силовые машины» стал Александр Конюхов, ранее работавший в руководстве «Севергрупп» и исполнявший роль советника главы «Роскосмоса» Дмитрия Рогозина.

## Собственники и руководство
С 26 июня 2013 года собственник 100 % пакета акций ПАО «Силовые машины» — компания Highstat Limited, бенефициаром которой является российский предприниматель А. А. Мордашов.
- Председатель совета директоров — Алексей Мордашов.
- Генеральный директор — Конюхов Александр Владимирович.

## Структура
В «Силовые машины» входят:
- Ленинградский металлический завод (ЛМЗ),
- «Электросила»,
- Завод турбинных лопаток (ЗТЛ),
- Таганрогский Котлостроительный завод «Красный котельщик»

а также следующие аффилированные компании:
- ОАО «Калужский турбинный завод» (КТЗ),
- 35 % акций ОАО «НПО ЦКТИ им. И. И. Ползунова»[12],
- ООО «Завод Реостат»[13].

## Деятельность
«Силовые машины» производят оборудование для гидравлических, тепловых, газовых и атомных электростанций, для передачи и распределения электроэнергии, а также транспортного и железнодорожного оборудования.
«Мосэнерго» является одним из ключевых заказчиков холдинга — общая сумма контрактов на поставку оборудования превышает 10 млрд рублей.
| Работы, выполненные в 2006—2007 годах | Работы, выполненные в 2006—2007 годах | Работы, выполненные в 2006—2007 годах                                                         | Работы, выполненные в 2006—2007 годах | Работы, выполненные в 2006—2007 годах | Работы, выполненные в 2006—2007 годах |
| Объект                                | Заключение контракта                  | Работы                                                                                        | Сдача работ                           | Сумма контракта                       | Примечание |
| ------------------------------------- | ------------------------------------- | --------------------------------------------------------------------------------------------- | ------------------------------------- | ------------------------------------- | --- |
| ГЭС «Сесан-3» (Вьетнам)               |                                       | Поставка и запуск двух энергоблоков по 137 МВт                                                | 2006 год                              |                                       | |
| ТЭЦ-27 «Мосэнерго»                    |                                       | Изготовление турбогенератора мощностью 160 МВт и системы возбуждения для третьего энергоблока | Август 2007 года                      |                                       | Использование принципиально нового асинхронизированного турбогенератора позволит увеличить мощность энергоблока до 450 МВт. Он станет самой мощной энергоустановкой в Москве, способной осветить около 400 тыс. квартир |
| ТЭС «Уонг Би-1» (Вьетнам)             |                                       | Сдача «под ключ» нового энергоблока 300 МВт                                                   | Октябрь 2007 года                     |                                       | |

В сентябре 2008 года компания объявила, что по состоянию на III квартал 2007 года она «законтрактована» до 2010 года.
| Работы, выполняемые в 2008 году                                                                           | Работы, выполняемые в 2008 году | Работы, выполняемые в 2008 году | Работы, выполняемые в 2008 году                                                      | Работы, выполняемые в 2008 году | Работы, выполняемые в 2008 году |
| Объект | Заключение контракта            | Работы | Сдача работ                                                                          | Сумма контракта                 | Примечание |
| --- | ------------------------------- | --- | ------------------------------------------------------------------------------------ | ------------------------------- | --- |
| Волховская ГЭС «ТГК-1»                                                                                    |                                 | Изготовление и монтаж гидроагрегата № 1 станции | Конец 2008 года                                                                      |                                 | |
| ТЭЦ-9 «Мосэнерго»                                                                                         |                                 | Изготовление и монтаж газотурбинной установки ГТЭ-65 | Весна 2010 года                                                                      |                                 | |
| Лицензионный договор с Siemens на производство газотурбинных установок ГТУ SGT5-2000E (мощностью 165 МВт) | Август 2007 года                | Сборка в России (совместное предприятие «Интертурбо») |                                                                                      |                                 | По состоянию на лето 2007 года 60 % комплектующих для этих турбин производится в России, на предприятиях ОАО «Силовые машины» |
| Лицензионный договор с Siemens на производство газотурбинных установок ГТУ SGT5-2000E (мощностью 165 МВт) | до 2027 года                    | «Силмаш» получает право на производство, продажу и обслуживание SGT5-2000E                                                                                      |                                                                                      |                                 | По состоянию на лето 2007 года 60 % комплектующих для этих турбин производится в России, на предприятиях ОАО «Силовые машины» |
| Богучанская ГЭС                                                                                           | 2006 год                        | Поставка и монтаж оборудования | 2009—2012 годы                                                                       |                                 | Выигрыш контракта |
| Сооружение в Мексике на реке Рио-Гранде-де-Сантьяго ГЭС «Ла-Йеска»                                        | 6 сентября 2007 года            | Производство, поставка и монтаж электромеханического оборудования общей мощностью 750 МВт                                                                       | 2008—2012 годы                                                                       | Около $200 млн                  | Федеральная комиссия по электроэнергии Мексики объявила о том, что российский энергохолдинг выиграл концессию в тандеме с мексиканским строительным консорциумом ICA - La Nacional и украинским «Турбоатомом» |
| Загорская ГАЭС-2                                                                                          | 7 сентября 2007 года            | 4 комплекта генераторов-двигателей | Оборудование — июнь 2011, завершение работ — июль 2012                               | Максимум 5,161 млрд рублей      | По другим данным, контракт на изготовление двигателей-генераторов выигран концерном «Русэлпром», |
| Загорская ГАЭС-2                                                                                          | 7 сентября 2007 года            | Четыре насос-турбины + шеф-монтаж оборудования и обучение персонала                                                                                             | Оборудование — февраль 2011 года; до июня 2011 года, завершение работ июль 2012 года | Максимум 5,57 млрд рублей       | |
| Совместное предприятие по производству гидроэнергетического оборудования во Вьетнаме                      | Конец 2007 года                 | Создание предприятия | 2008—2011 годы                                                                       | Около $80 млн                   | Подписание рамочного соглашения с вьетнамской компанией «Агримеко» о создании совместного предприятия по выпуску гидротурбинОбъём производства, по предварительным оценкам, составит около 10-11 агрегатов в год. СП будет производить для энергетических рынков России, Вьетнама и прочих стран Юго-Восточной Азии гидравлические турбины и генераторы мощностью до 150 МВт и дисковые затворы для гидравлических турбин |
| Каширская ГРЭС                                                                                            | Сентябрь 2007 года              | Модернизация паровой турбины, строительство третьей очереди | IV квартал 2008 года                                                                 | Почти 18,4 млн рублей           | |
| ГЭС «Буон Куоп» (Вьетнам)                                                                                 |                                 | Два энергоблока по 140 МВт | 2008 год                                                                             |                                 | |
| ГЭС «Буон Куоп» (Вьетнам)                                                                                 |                                 | Два энергоблока по 140 МВт | 2008 год                                                                             |                                 | |
| ГЭС «А Вуонг» (Вьетнам)                                                                                   |                                 | Два энергоблока по 105 МВт | 2008 год                                                                             |                                 | |
| ГЭС «Плейкронг» (Вьетнам)                                                                                 |                                 | Два энергоблока по 55 МВт | 2008 год                                                                             |                                 | |
| Тюменская ТЭЦ-1                                                                                           | Сентябрь 2007                   | Паровая турбина и турбогенератор мощностью 130 МВт, комплектная ГТУ производства «Ансальдо» для оснащения парогазовой установки ПГУ-190/210 МВт                 | IV квартал 2008 года                                                                 | более 4 млрд рублей             | Единый контракт с ТГК-10 |
| Челябинская ТЭЦ-3                                                                                         | Сентябрь 2007                   | Газовая турбина ГТЭ-160, паровая турбина Т-50/70 производства Калужского турбинного завода, 2 турбогенератора мощностью 65 и 160 МВт Для строящейся ПГУ-220 МВт | II квартал 2009 года                                                                 | более 4 млрд рублей             | Единый контракт с ТГК-10 |
| Тобольская ТЭЦ                                                                                            | Сентябрь 2007                   | Комплектный турбогенератор мощностью 110 МВт | II квартал 2009 года                                                                 | более 4 млрд рублей             | Единый контракт с ТГК-10 |
| Ленинградская АЭС — 2                                                                                     | 28 мая 2008 года                | По два энергоблока на каждой из станций мощностью по 1200 МВт: поставка и монтаж оборудования                                                                   | 41 млрд руб                                                                          | Поблочно в 2013 и 2014 годах    | Заключение контракта |
| Нововоронежская АЭС — 2                                                                                   | 28 мая 2008 года                | По два энергоблока на каждой из станций мощностью по 1200 МВт: поставка и монтаж оборудования                                                                   | 41 млрд руб                                                                          | Поблочно в 2012 и 2013 годах    | Заключение контракта |

### Показатели деятельности
Выручка компании по МСФО за 2012 год составила $ 2,095 млрд (за 2011 год — $ 1,7 млрд), чистая прибыль — $ 377,3 млн (за 2011 год — $ 323 млн). EBITDA по итогам 2012 года составила $ 558,6 млн (в 2011 году — $ 443,9 млн).
Выручка компании по МСФО за 2010 год составила $1,675 млрд (за 2009 год — $1,853 млрд, за 2008 год — $1,312 млрд), чистая прибыль — $255,7 млн ($193,3 млн за 2009 год, $79,6 млн за 2008 год).
Выручка «Силовых машин» за 2008 год по РСБУ — 27,54 млрд руб. (за 2007 год — 17,7 млрд руб.), чистая прибыль — 0,85 млрд руб. (за 2007 чистый убыток 3,11 млрд руб.).
В период 2001—2010 годов общее собрание акционеров компании принимало решения не выплачивать дивиденды, и вся чистая прибыль направлялась на развитие, техническое перевооружение и модернизацию производственных мощностей.
Задолженность покупателей по договорам на строительство составила 39 % от общих активов Группы на 31 декабря 2015 (4 2 % на 31.12.2014).
Выручка по МСФО за 2015 год сократилась на 14 % по сравнению с 2014 годом и составила 59,8 млрд руб. (2014: 69,8 млрд руб.). Падение выручки на российском рынке (-14 млрд руб. или −26 %) было отчасти компенсировано увеличением реализации европейским клиентам (+6,1 млрд руб. или +66 %). В 2015 году Группа не выплатила дивиденды (2014: 16,4 млрд руб.). 
Выручка компании за 2020 год — 65,8 млрд рублей.

## Санкции
В 2017 году «Силовые машины» были включены в санкционный список всех стран Евросоюза
В январе 2018 года Минфин США включил «Силовые машины» в санкционный список, «в связи с конфликтом в Украине и оккупацией Крыма Россией», за оказание материальной помощи и поддержку ОАО «Технопромэкспорт», после того, как в Крым попали газотурбинные установки, произведенные заводом «Сименс технологии газовых турбин» — совместным предприятием «Силовых машин» и Siemens.
15 марта 2019 года Канада ввела санкции против компании «Силовые машины» «в ответ на продолжающуюся российскую оккупацию Крыма и вооруженное столкновение в Керченском проливе».
После вторжения России на Украину компания попала под санкции Украины. 14 сентября 2023 года, в ответ на российское нападение на Украину, компания включена в блокирующий санкционный список США против производственного сектора экономики России.

## Критика
1 декабря 2011 г. подконтрольная Алексею Мордашову компания «Highstat Limited» приобрела у компании «Siemens» блокирующий пакет (25 %+1 акция) ПАО «Силовые машины», увеличив свою долю в уставном капитале Общества до 95,57 %. Миноритарные акционеры обвинили компанию в том, что в нарушение российского законодательства офшорная компания «Highstat limited» не выставила акционерам «Силовых машин» предложение на выкуп их акций в срок до 5 января 2012 года. Более того, подконтрольный А. Мордашову менеджмент ПАО «Силовые машины» инициировал делистинг акций компании с биржи ММВБ-РТС. В результате данных действий в период с 01 декабря 2011 года по 01 апреля 2012 года цена акций Силовых машин упала с 6,2 рубля до 3,2 рубля, то есть почти на 50 %. Инвестиционное сообщество неоднократно высказывало своё недовольство действиями Highstat ltd, в результате чего миноритарные акционеры начали объединяться в группу с целью противодействия нарушению их прав и интересов со стороны Highshtat ltd.